# Ranunculus gramineus
Il ranuncolo gramineo (nome scientifico Ranunculus gramineus L., 1753) è una pianta appartenente alla famiglia delle Ranunculaceae della flora spontanea italiana.

## Etimologia
Il nome generico (Ranunculus), passando per il latino, deriva dal greco Batrachion, e significa rana (è Plinio scrittore e naturalista latino, che c'informa di questa etimologia) in quanto molte specie di questo genere prediligono le zone umide, ombrose e paludose, habitat naturale degli anfibi. L'epiteto specifico (gramineus) deriva dal latino e significa “simile all'erba” o “erbaceo”.

Il binomio scientifico attualmente accettato (Ranunculus gramineus) è stato proposto da Carl von Linné (1707–1778), biologo e scrittore svedese, considerato il padre della moderna classificazione scientifica degli organismi viventi, nella pubblicazione Species Plantarum del 1753.

## Descrizione

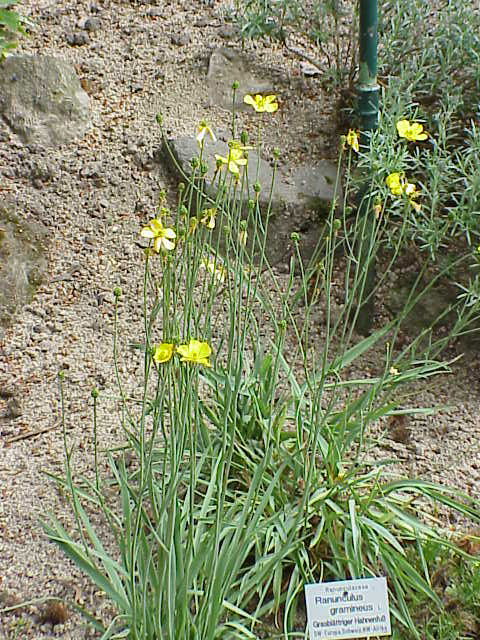
Il portamento

È una pianta erbacea, perenne, la cui altezza media oscilla tra 10 e 40 cm. L'aspetto della pianta è glauco. È inoltre definita emicriptofita scaposa (H scap), ossia è una pianta con gemme svernanti al livello del suolo e protetta dalla lettiera o dalla neve; è inoltre munita di asse fiorale eretto con poche foglie. Tutta la pianta è fondamentalmente glabra e priva di cellule oleifere.

### Radici
Le radici sono del tipo fascicolato e ingrossate (diametro 3 mm).

### Fusto
- Parte ipogea: assente.
- Parte epigea: la parte aerea del fusto è eretta-ascendente, fogliosa e non molto ramosa. Il fusto è sottile, pieno e tenace. Alla base è avvolto da fibre intrecciate di colore bruno.

### Foglie
- Foglie basali: è presente una rosetta basale con foglie picciolate di tipo lanceolato-lineare (più lunghe che larghe) con nervature parallele (lamina di tipo parallelinervia);i margini sono interi. L'apice è acuto quasi filiforme. Dimensione delle foglie: larghezza 8 – 14 mm; lunghezza 60 – 130 mm.
- Foglie cauline: le foglie cauline sono assenti o poche (1 – 3) a disposizione alterna e più strette. Avvolgono lungamente il fusto.

### Infiorescenza
L'infiorescenza è cimosa, multiflora (da 1 a 6 fiori) tipo monocasio. I vari peduncoli fiorali sono posizionati all'ascella delle foglie superiori di tipo bratteiforme. Queste ultime sono lanceolate.

### Fiore

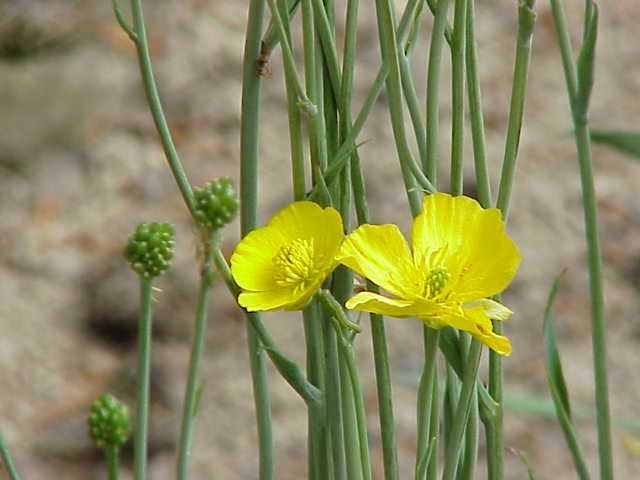
Il fiore

I fiori sono ermafroditi, emiciclici, attinomorfi con ricettacolo glabro. I fiori sono di tipo molto arcaico anche se il perianzio(o più esattamente il perigonio) di questo fiore è derivato dal perianzio di tipo diploclamidato (tipico dei fiori più evoluti), formato cioè da due verticilli ben distinti e specifici: sepali e petali. Diametro dei fiori: 15 – 30 mm.
- Formula fiorale: per queste piante viene indicata la seguente formula fiorale:

* K 5, C 5, A molti, G 1-molti  (supero), achenio
- Calice: il calice è formato da 5 sepali carenati a disposizione embricata e alternata rispetto ai petali. I sepali sono sfumati di rossiccio. In realtà i sepali sono dei tepali sepaloidi[7]. Dimensione dei sepali: larghezza 6 mm; lunghezza 4 mm.
- Corolla: la corolla è composta da 5 petali di colore giallo pallido; la forma è obcuneata; all'apice possono essere debolmente retusi; alla base dal lato interno è presente una fossetta nettarifera (= petali nettariferi di derivazione staminale). In effetti anche i petali della corolla non sono dei veri e propri petali: potrebbero essere definiti come elementi del perianzio a funzione vessillifera[8]. Lunghezza dei petali: 12 – 13 mm.
- Androceo: gli stami, inseriti a spirale nella parte bassa sotto l'ovario, sono in numero indefinito e comunque più brevi dei sepali e dei petali; la parte apicale del filamento è lievemente dilatata sulla quale sono sistemate le antere bi-logge, di colore giallo a deiscenza laterale. Al momento dell'apertura del fiore le antere sono ripiegate verso l'interno, ma subito dopo, tramite una torsione, le antere si proiettano verso l'esterno per scaricare così il polline lontano dal proprio gineceo evitando così l'autoimpollinazione. Il polline è tricolpato (caratteristica tipica delle Dicotiledoni).
- Gineceo: l'ovario è formato da diversi carpelli liberi uniovulari di colore verde; sono inseriti a spirale su un ricettacolo peloso; gli ovuli sono eretti e ascendenti. I pistilli sono apocarpici (derivati appunto dai carpelli liberi); sono disposti all'apice dei carpelli e sono colorati di giallo tenue.
- Fioritura: da aprile a giugno.

### Frutti
I frutti sono degli aggregati di acheni e formano una struttura a spiga ovata o emisferica posta all'apice del peduncolo fiorale. Ogni singolo achenio ha una forma ovata o subsferica, appiattita, compressa ai lati, arrotondati sul dorso e con un rostro o breve becco apicale. Ogni achenio contiene inoltre un solo seme. Diametro della testa: 8 mm. Dimensione degli acheni: 2 – 3 mm.

## Riproduzione
La riproduzione di questa pianta avviene per via sessuata grazie all'impollinazione degli insetti pronubi (soprattutto api) in quanto è una pianta provvista di nettare (impollinazione entomogama);

## Distribuzione e habitat

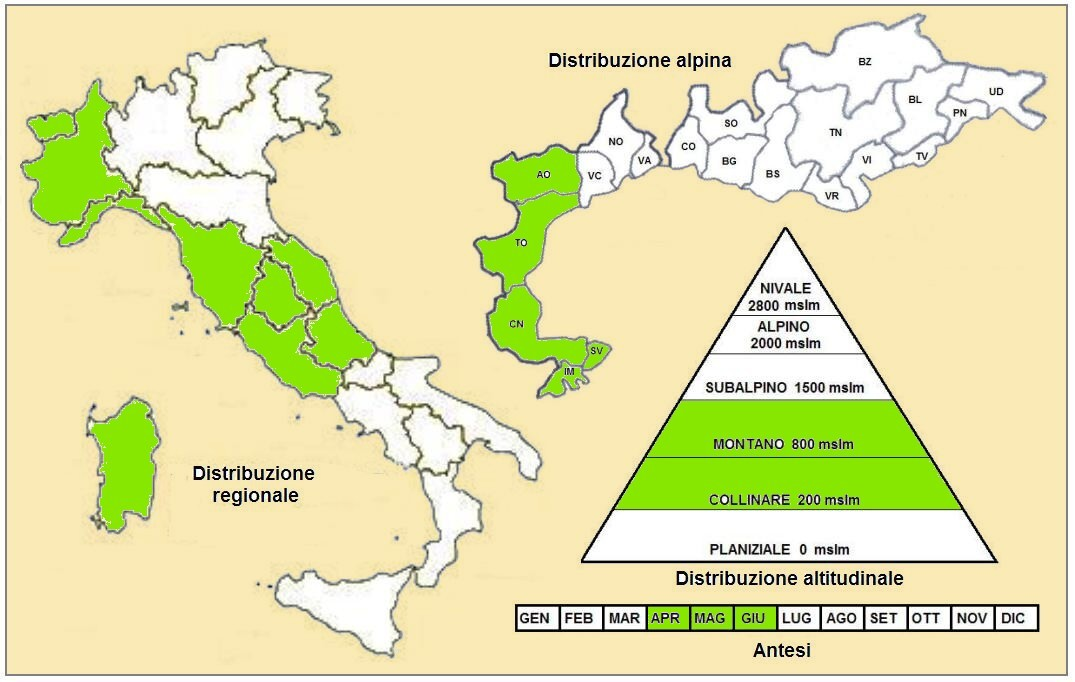
Distribuzione della pianta

- Geoelemento: il tipo corologico (area di origine) è Orofita – Sud Ovest Europeo.
- Distribuzione: è una pianta rara e si trova nelle Alpi occidentali e nell'Appennino centro-settentrionale. È presente anche in Sardegna. Nelle Alpi oltreconfine si trova nell'area francese (dipartimenti di Alpes-de-Haute-Provence, Hautes-Alpes, Alpes-Maritimes e Drôme) e nell'area svizzera (cantone Vallese). Sui rilievi europei si trova nei Pirenei e nel Massiccio Centrale.
- Habitat: l'habitat tipico si questo ranuncolo sono i pascoli, le praterie rase collinari e montane; ma anche i luoghi pietrosi aridi o a umidità variabile. Il substrato preferito è sia calcareo che calcareo-siliceo, con pH neutro-basico e bassi valori nutrizionali del terreno che deve essere secco-arido.
- Distribuzione altitudinale: sui rilievi queste piante si possono trovare da 250 fino a 1600 m s.l.m.; frequentano quindi i seguenti piani vegetazionali: collinare e montano.

### Fitosociologia
Dal punto di vista fitosociologico la specie di questa voce appartiene alla seguente comunità vegetale:
Formazione: delle comunità a emicriptofite e camefite delle praterie rase magre secche
Classe: Ononidetalia striatae

## Tassonomia
Il genere Ranunculus è un gruppo molto numeroso di piante comprendente oltre 400 specie originarie delle zone temperate e fredde del globo, delle quali quasi un centinaio appartengono alla flora spontanea italiana. La famiglia delle Ranunculaceae invece comprende oltre 2500 specie distribuite su 58 generi. 

Le specie spontanee della nostra flora sono suddivise in tre sezioni (suddivisione a carattere pratico in uso presso gli orticoltori organizzata in base al colore della corolla): Xanthoranunculus – Batrachium – Leucoranunculus. La specie Ranunculus gramineus appartiene alla prima sezione (Xanthoranunculus) caratterizzata dall'avere la corolla gialla. Un'altra suddivisione, che prende in considerazione caratteristiche morfologiche ed anatomiche più consistenti, è quella che divide il genere in due sottogeneri (o subgeneri), assegnando il Ranunculus gramineus al subgenere Ranunculus, caratterizzato da piante con fusti eretti (e quindi forniti di tessuti di sostegno), peduncoli dell'infiorescenza eretti alla fruttificazione, lamina fogliare ben sviluppata e petali gialli o bianchi (l'altro subgenere Batrachium è dedicato soprattutto alle specie acquatiche).

Il numero cromosomico di R. gramineus è: 2n = 16.

### Variabilità
Nell'elenco che segue sono indicate alcune varietà (l'elenco può non essere completo e alcuni nominativi sono considerati da altri autori dei sinonimi della specie principale o anche di altre specie):

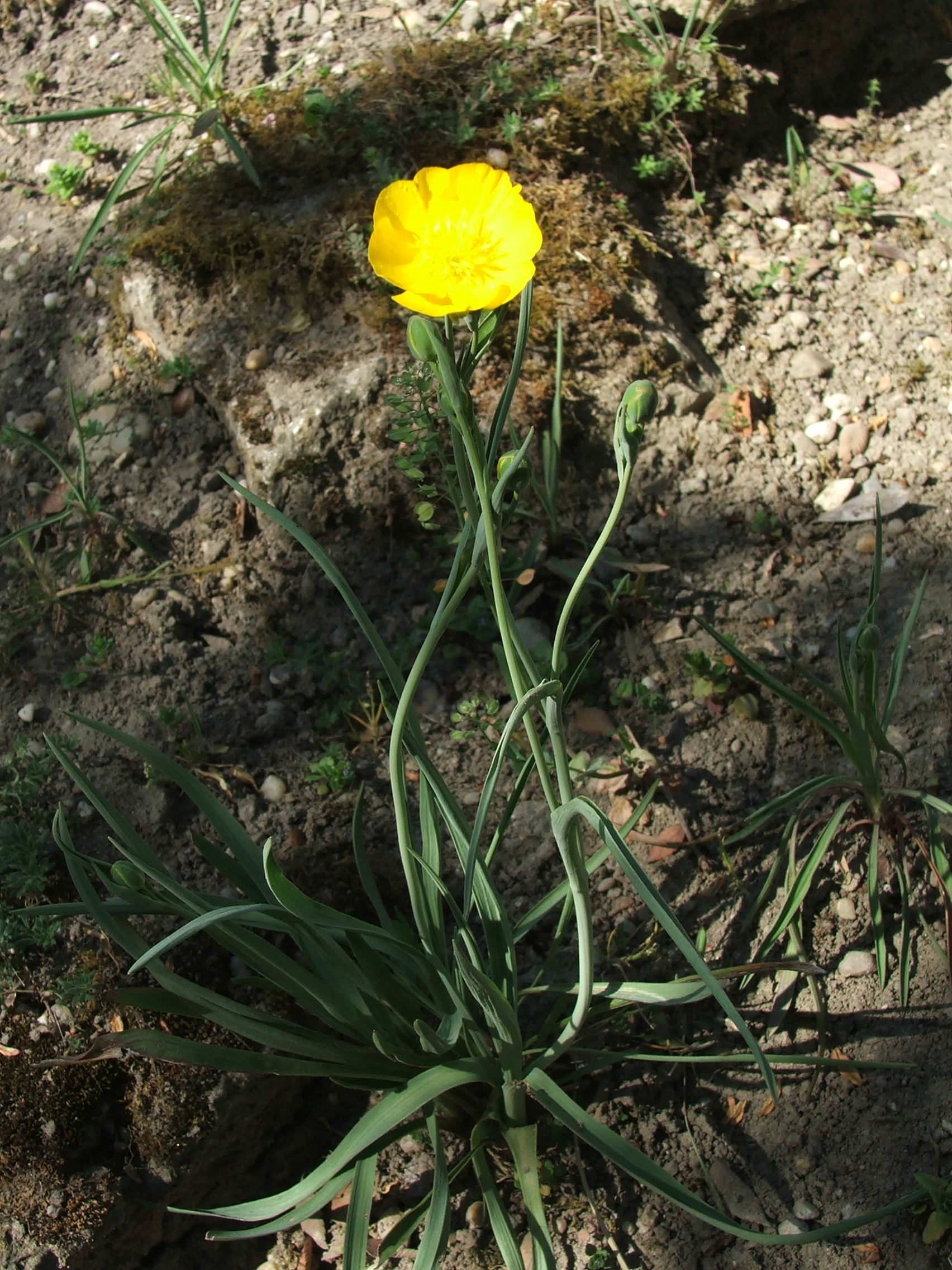
R. Gramineus var phoenicifolius

- R. gramineus var. bulbosus Timb. Lagr. ex Rouy & Foucaud (1893)
- R. gramineus var. linearis DC. (1817)
- R. gramineus var. phoenicifolius DC. (1817)
- R. gramineus var. scorzonerifolius Freyn in Willk. & Lange (1880)

### Sinonimi
La specie R. gramineus, in altri testi, può essere chiamata con nomi diversi. Quello che segue è un possibile sinonimi:
- Ranunculus luzulifolius (Boiss.) Amo (1873)

### Specie simili
Diversi Ranuncoli si presentano con foglie lunghe e strette e con la corolla gialla, per cui possono essere confusi con la specie di questa voce. L'elenco seguente ne elenca alcuni:
- Ranunculus lingua L. - Ranuncolo delle canne: si distingue in quanto è uno dei ranuncoli più alti (raggiunge i 150 cm).
- Ranunculus reptans L. - Ranuncolo reptante: le foglie sono di tipo lanceolato (e non nastriformi).
- Ranunculus flammula L. - Ranuncolo delle passere: è meno ramoso rispetto al Ranuncolo gramineo.

## Usi

### Farmacia
Queste piante contengono l'anemonina; una sostanza particolarmente tossica per animali e uomini. Infatti gli erbivori brucano le foglie di queste piante con molta difficoltà e solamente dopo una buona essiccazione (erba affienata) che fa evaporare le sostanze più pericolose. Anche le api evitano di bottinare il nettare dei “ranuncoli”. Sulla pelle umana queste piante possono creare delle vesciche (dermatite); mentre sulla bocca possono provocare intenso dolore e bruciore alle mucose.

### Giardinaggio
Sono piante rustiche di facile impianto per cui spesso sono coltivate nei giardini rustici o anche alpini.